# Алсмер
Алсмер (на нидерландски: Aalsmeer) е град в централна Нидерландия, провинция Северна Холандия. Населението му е около 30 900 души (2014).
Разположен е на морското равнище в Средноевропейската равнина, на 15 km югозападно от центъра на Амстердам и в югоизточния край на пресушеното през XIX век езеро Харлемермер. Селището се споменава за пръв път през 1133 година. Днес Алсмер е известен с най-големия пазар за цветя в света с покрита площ от над 500 хиляди квадратни метра.